# Майзе, Себастиан
Себастиан Майзе (нем. Sebastian Meise; род. 1976) — австрийский кинорежиссёр и сценарист.

## Биография
Родился в 1976 году в Кицбюэле.
С 1994 по 1996 год изучал живопись в Лиге студентов-художников Нью-Йорка, а затем философию и музыковедение в Венском университете. С 2000 года Майзе переключился на изучение режиссуры в Киноакадемии Вены, где учился в классе Петера Пацака.
В 2007 году Себастиан Майзе стал соучредителем австрийской продюсерской компании FreibeuterFilm. В 2011 году его дебютный полнометражный фильм «Натюрморт» был посвящен теме педофилии. Работая над этим фильмом, он познакомился с главным героем, сыгравшим педофила, и снял о нём документальный фильм «Ориентация».

## Фильмография
На немецком языке:
- 2003 год − Prises de vues
- 2005 год − Random
- 2006 год − Dämonen
- 2011 год − Stillleben
- 2012 год − Outing
- 2021 год − Великая свобода

## Награды
Себастиан Майзе был удостоен наград:
- 2003 год − приз фестиваля Diagonale[нем.] за фильм Prises de vue.
- 2012 год − приз фестиваля Diagonale[нем.] за фильм Stillleben
- 2012 год − приз фестиваля Thomas-Pluch-Drehbuchpreis[нем.] за фильм Stillleben
- 2021 год − приз Каннского кинофестиваля за фильм Große Freiheit
- 2022 год − приз фестиваля Thomas-Pluch-Drehbuchpreis[нем.] за фильм Große Freiheit